# Zhou Youguang
Zhou Youguang (chinês: 周有光; nascido Zhou Yaoping; Changzhou, 13 de janeiro de 1906 — Pequim, 14 de janeiro de 2017) foi um linguista, sinologista e supercentenário chinês, creditado como o "pai do (Hanyu) Pinyin", a romanização oficial do mandarim na República Popular da China.

## Início e formação
Zhou nasceu em Changzhou, na província de Jiangsu, em 13 de janeiro de 1906. Ele matriculou-se na St. John's University, em Xangai em 1923, onde se graduou em economia e realizou um curso suplementar em linguística. Ele deixou a instituição quando estourou o Movimento de 13 de maio de 1925, transferindo-se para a Guanghua University, onde completou sua formação em 1927. Zhou passou algum tempo como estudante de intercâmbio no Japão, e o início de sua carreira profissional se deu trabalhando em bancos como economista, principalmente em Nova Iorque, retornando a Xangai em 1949, quando a República Popular da China foi criada.

## A criação doPinyin
Em 1955, o governo ofereceu a Zhou a liderança de um comitê para reformar a língua chinesa, de modo a aumentar o índice de alfabetização da população. Enquanto outros comitês tiveram incumbências como a de decretar o mandarim como a língua nacional e de criar os caracteres hoje usados no chinês simplificado, o comitê presidido por Zhou teve a incumbência de desenvolver um sistema de romanização para representar a pronúncia dos caracteres chineses. Zhou disse que sua tarefa levou por volta de três anos, em um trabalho de tempo integral. O pinyin foi tornado o sistema de romanização oficial em 1958, ainda que então - e ainda hoje - como guia de pronúncia, não como um sistema de escrita substitutivo.

## Atividades posteriores
Durante a Revolução Cultural Zhou foi mandado ao interior do país para ser "reeducado", como muitos intelectuais da época. Ele passou dois anos num campo de trabalho.
Depois de 1980, Zhou trabalhou com Liu Zunqi e Chien Wei-zang na tradução da Encyclopædia Britannica para o chinês, o que lhe deu o apelido de "Enciclopédia Zhou". Zhou continuou a escrever a publicar trabalhos após a criação do Pinyin; por exemplo, seu livro Zhongguo Yuwen de Shidai Yanjin 中國語文的時代演進, vertido para o inglês por Zhang Liqing, foi publicado em 2003 como A evolução histórica das línguas e escritas chinesas. No total, ele escreveu 10 livros desde 2000, alguns dos quais foram censurados e banidos pelo governo chinês. Já idoso, Zhou tornou-se um defensor da reforma política e criticou os ataques do Partido Comunista Chinês à tradicional cultura do país desde a tomada do poder.
Zhou tornou-se um supercentenário em 13 de janeiro de 2016, ao atingir a idade de 110 anos.

## Vida pessoal

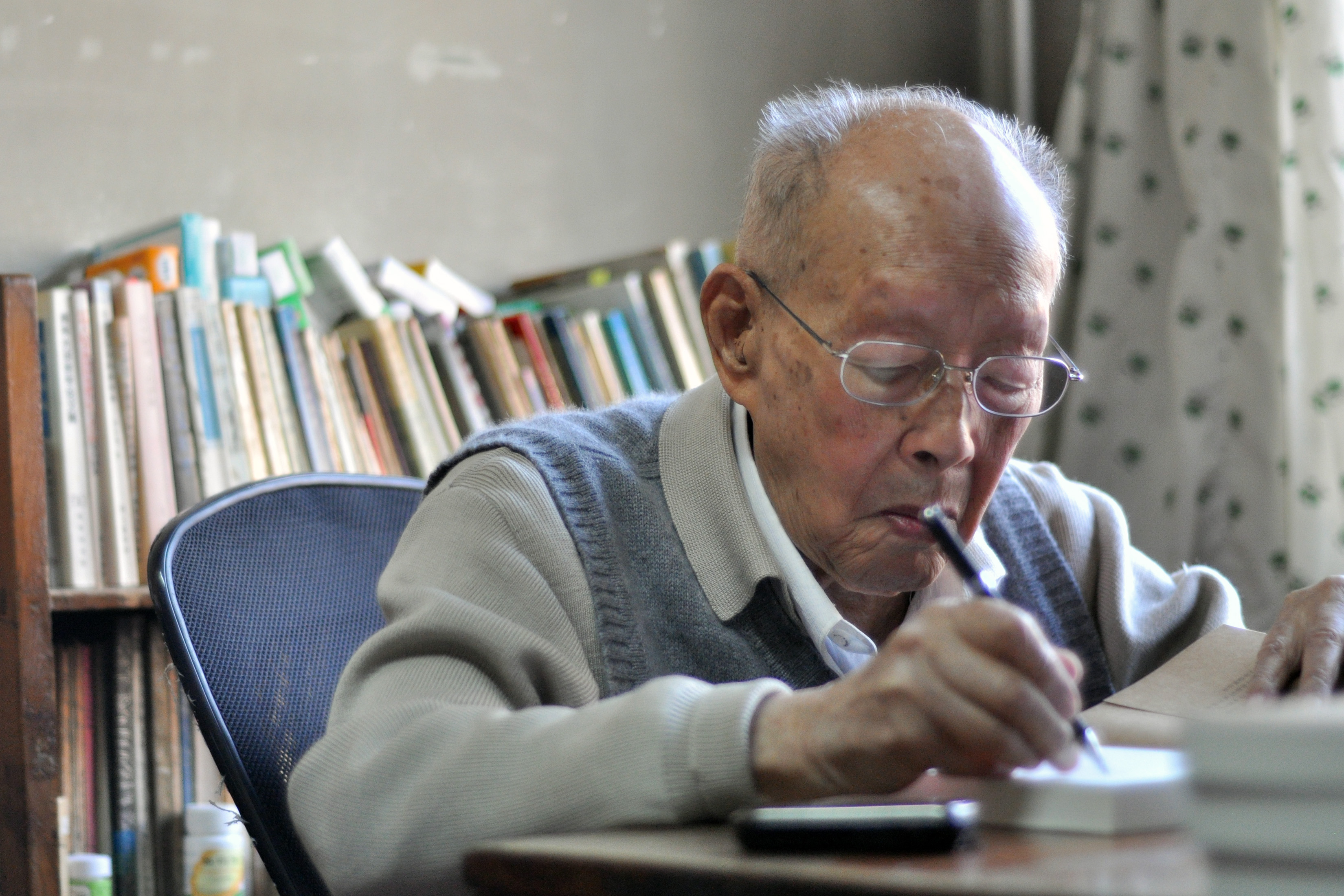
Zhou Youguang escrevendo em sua casa (Pequim, 2012)

Zhou foi casado com Zhang Yunhe de 30 de abril de 1933 até a morte dela em 14 de agosto de 2002; o casamento durou 69 anos e 106 dias e gerou dois filhos: Zhou Xiaohe, nascida em 1935 e morta em 1941 aos 6 anos, e Zhou Xiaoping, nascido em 1934, que morreu aos 80 anos em 26 de janeiro de 2015.
No início de 2013, Zhou e seu filho foram entrevistados pela doutora Adeline Yen Mah na residência dos dois em Pequim. A doutora Mah documentou a visita em vídeo e apresentou a Zhou um jogo com a romanização Pinyin que ela criara para o iPad.
Zhou morreu em 14 de janeiro de 2017 em sua casa em Pequim, um dia após ter completado seu 111º aniversário.

## Conteúdo adicional
- Bristow, Michael (22 de março de 2012). «The man who helped 'simplify' Chinese». BBC News Online (em inglês)
- LaFraniere, Sharon (2 de março de 2012). «A Chinese Voice of Dissent That Took Its Time». New York Times (em inglês)